# Birgit
Birgit ist ein weiblicher Vorname.

## Herkunft und Bedeutung
Birgit ist eine Kurz- oder Koseform des Namens Birgitta, der seinerseits über Brigida – den latinisierten Namen der heiligen Brigida von Kildare (ca. 451–523), einer der drei „Nationalheiligen“ Irlands – letztlich auf den Namen der keltischen, genauer irischen Gottheit Brigid zurückgeht, der wohl so viel wie „die Erhabene“ bedeutet (> protokeltisch *briganti; vgl. Brigantia). In Skandinavien ist Birgitta seit der Heiligsprechung von Birgitta von Schweden (1303–1373) im Jahre 1391 in vielerlei Variationen – Brigitta, Bergitta, Bergitte, Birgitte, Beritte, Berite, Berit, Beret, Berte, Birte, Brita, Brit, Britt usf. – einer der häufigsten Taufnamen überhaupt. 
Die Kurzform Birgit ist dabei ursprünglich in Norwegen, genauer in Telemark, Buskerud sowie Aust-Agder beheimatet; hier begegnet er schon seit dem 18. Jahrhundert mit einiger Konstanz als Taufname (wohingegen im übrigen Ostnorwegen Berte, in Westnorwegen Brita, und in Mittel- und Nordnorwegen Berit traditionell die üblichste Kurzform von Birgitta ist).

## Verbreitung
In Norwegen entwickelte sich der althergebrachte Name Birgit (wie auch Berit) gegen 1900 wieder zu einem Modenamen; seine Popularität gipfelte um 1920 und nahm erst ab 1970 wieder deutlich ab. Im 21. Jahrhundert gilt er als altbacken und wird kaum noch vergeben.
Ähnliches gilt für Schweden und Dänemark, wo die (hier zuvor indes fast unbekannte) Form Birgit insbesondere zwischen 1920 und 1950 zu den am häufigsten vergebenen Mädchennamen zählte. 
In den späten 1930er Jahren erreichte diese Mode schließlich auch Deutschland; von Anfang der 1950er bis zum Ende der 1960er Jahre war der Name kontinuierlich unter den zehn meistvergebenen weiblichen Vornamen. Dann sank seine Beliebtheit zunächst allmählich, ab Ende der 1970er Jahre stark ab. Seit den 1980er Jahren wird der Name nur noch sehr selten vergeben.

## Namenstag
Namenstag ist der 23. Juli, die Namenspatronin ist Birgitta von Schweden.

## Namensträgerinnen
- Birgit Adam (* 1971), deutsche Lektorin und Sachbuchautorin
- Birgit Amend-Glantschnig (* 1960), deutsche Kommunalpolitikerin (CDU) und ehemalige Landrätin
- Birgit von Bentzel (* 1969), deutsche Fernsehmoderatorin
- Birgit Breuel (* 1937), ehemalige Präsidentin der Treuhandanstalt
- Birgit Diezel (* 1958), deutsche Politikerin
- Birgit Fischer (* 1962), deutsche Kanutin
- Birgit Friedmann (* 1960), deutsche Leichtathletin
- Birgit Großhennig (* 1965), deutsche Leichtathletin
- Birgit Guðjónsdóttir (* 1962), isländische bildgestaltende Kamerafrau
- Birgit Harder (* 1958), deutsche Badmintonspielerin
- Birgid Helmy (* 1957), deutsche Bildhauerin
- Birgit Hogefeld (* 1956), Ex-Mitglied der Rote Armee Fraktion
- Birgit Homburger (* 1965), deutsche Politikerin
- Birgit Jahn (* 1966), deutsches Fotomodell
- Birgit Kelle (* 1975), deutsche Journalistin und Publizistin
- Birgit Keppler (* 1963), deutsche Freestyle-Skierin
- Birgit Klaubert (* 1954), deutsche Politikerin (PDS/Die Linke)
- Birgit Kleis (* 1956), dänische Juristin, Reichsombudsfrau auf den Färöern
- Birgit Kley (* 1956), deutsche Chanson-Sängerin
- Birgit Lechtermann (* 1960), deutsche Fernsehmoderatorin
- Birgit Michels (* 1984), deutsche Badmintonspielerin
- Birgit Minichmayr (* 1969), österreichische Liedermacherin neuer geistlicher Lieder
- Birgit Minichmayr (* 1977), österreichische Schauspielerin
- Birgit Muggenthaler-Schmack (* 1974), deutsche Musikerin
- Birgit Nilsson (1918–2005), schwedische Opernsängerin
- Birgit Nordin (1934–2022), schwedische Opernsängerin
- Birgit Obermüller (* 1966), österreichische Politikerin (NEOS)
- Birgit Pommer (* 1959), deutsche Politikerin (SED/PDS/Die Linke)
- Birgit Prinz (* 1977), deutsche Fußballspielerin
- Birgit Rausing (* 1924), schwedische Kunsthistorikerin
- Birgit Recki (* 1954), deutsche Professorin für praktische Philosophie
- Birgit Rockmeier (* 1973), deutsche Leichtathletin
- Birgit Roth (* 1968), deutsche Politikerin
- Birgit Schrowange (* 1958), deutsche Fernseh-Moderatorin
- Birgit Stein (1968–2018), deutsche Schauspielerin und Filmemacherin
- Birgit Steinegger (* 1948), Schweizer Schauspielerin
- Birgit Thumm (* 1980), deutsche Volleyballspielerin
- Birgit Vanderbeke (1956–2021), deutsche Schriftstellerin
- Gun Birgit Johnson (* 1929), schwedische Schlagersängerin und Schauspielerin, siehe Bibi Johns

### Fiktive Namensträger
- Birgit Kraft, Werbefigur der Badischen Staatsbrauerei Rothaus; siehe Badische Staatsbrauerei Rothaus#Etikett